# Tvrda Reka
Tvrda Reka (1981-ig Tvrda Rijeka) falu Horvátországban Belovár-Bilogora megyében. Közigazgatásilag Kapelához tartozik.

## Fekvése
Belovártól légvonalban 13, közúton 17 km-re északra, községközpontjától 6 km-re északnyugatra, a Bilo-hegység területén fekszik.

## Története
A falu a török kiűzése után a 17. században keletkezett, amikor a kihalt vidékre keresztény lakosságot telepítettek be. 1774-ben az első katonai felmérés térképén a falu „Dorf Tverda Reka” néven szerepel. A település katonai közigazgatás idején a szentgyörgyi ezredhez tartozott. Lipszky János 1808-ban Budán kiadott repertóriumában „Reka (Tverda-)” néven szerepel.  
Nagy Lajos 1829-ben kiadott művében „Reka (Tverda)” néven 4 házzal, 29 katolikus és 5 ortodox vallású lakossal találjuk.
A katonai közigazgatás megszüntetése után Magyar Királyságon belül Horvátország részeként, Belovár-Kőrös vármegye Belovári járásának része volt. A településnek 1857-ben 77, 1910-ben 136 lakosa volt. Az Osztrák-Magyar Monarchia idejében jelentős számú cseh lakosság telepedett le a faluban. Az 1910-es népszámlálás szerint lakosságának 40%-a horvát, 36%-a szerb, 24%-a cseh anyanyelvű volt. 1918-ban az új szerb-horvát-szlovén állam, majd később Jugoszlávia része lett. 1941 és 1945 között a németbarát Független Horvát Államhoz, majd a háború után a szocialista Jugoszláviához tartozott. A háború után a fiatalok elvándorlása miatt lakossága folyamatosan csökkent. 1991-től a független Horvátország része. 1991-ben lakosságának 69%-a horvát, 16%-a szerb nemzetiségű volt. 2011-ben a településnek 29 lakosa volt.

## Lakossága
| Lakosság változása | Lakosság változása | Lakosság változása | Lakosság változása | Lakosság változása | Lakosság változása | Lakosság változása | Lakosság változása | Lakosság változása | Lakosság változása | Lakosság változása | Lakosság változása | Lakosság változása | Lakosság változása | Lakosság változása | Lakosság változása |
| ------------------ | ------------------ | ------------------ | ------------------ | ------------------ | ------------------ | ------------------ | ------------------ | ------------------ | ------------------ | ------------------ | ------------------ | ------------------ | ------------------ | ------------------ | ------------------ |
| 1857               | 1869               | 1880               | 1890               | 1900               | 1910               | 1921               | 1931               | 1948               | 1953               | 1961               | 1971               | 1981               | 1991               | 2001               | 2011               |
| 77                 | 0                  | 84                 | 92                 | 109                | 136                | 133                | 135                | 147                | 139                | 135                | 104                | 89                 | 49                 | 29                 | 29                 |

(1869-ben lakosságát Pavlin Kloštarhoz számították.)